# Campylandra annulata
Campylandra annulata är en sparrisväxtart som först beskrevs av Hen Li och J.L.Huang, och fick sitt nu gällande namn av M.N.Tamura, S.Yun Liang och Turla. Campylandra annulata ingår i släktet Campylandra och familjen sparrisväxter. Inga underarter finns listade i Catalogue of Life.